# Identitární politika

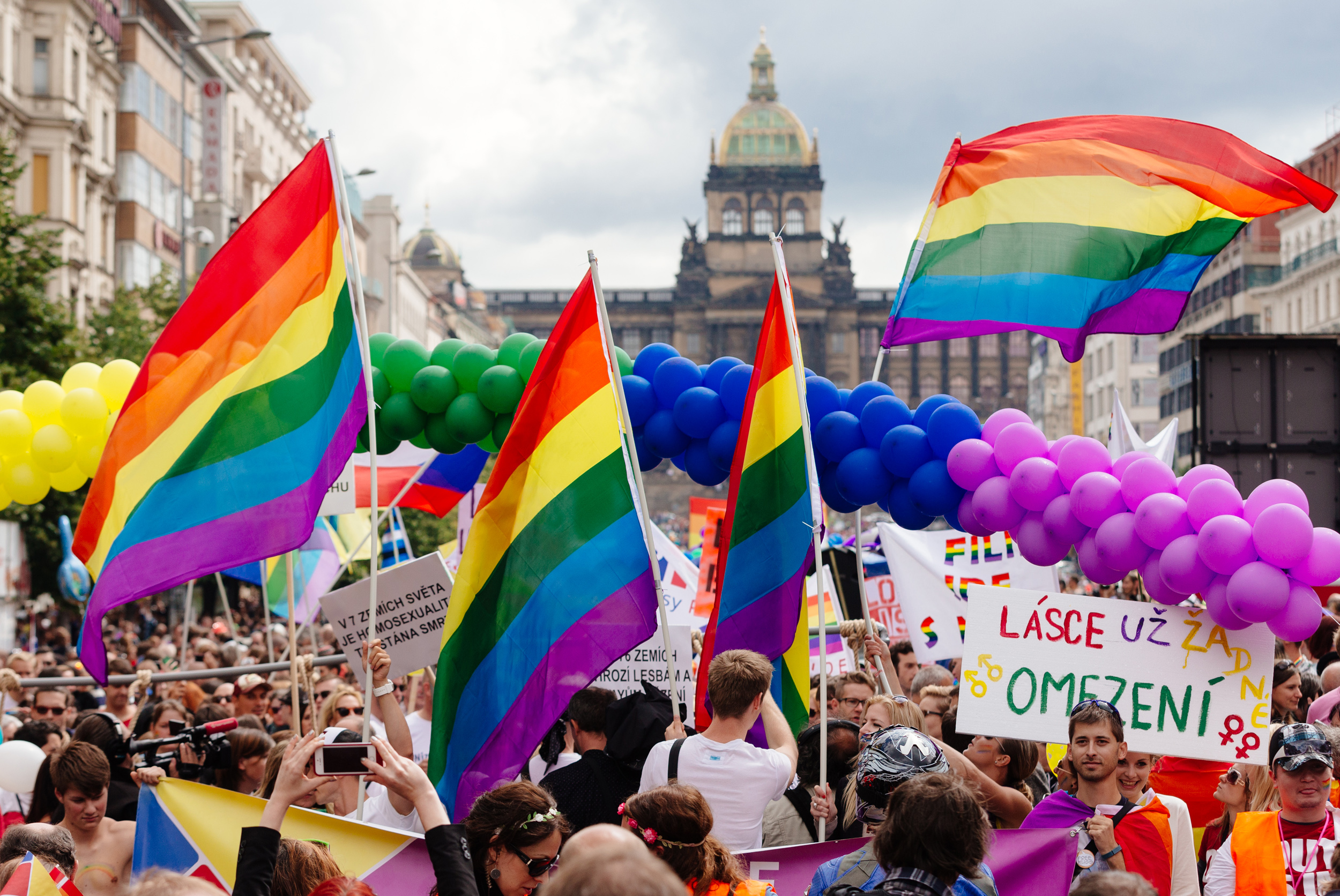
Průvod hrdosti Prague Pride, 2014

Identitární politika (též politika identity, anglicky identity politics) či identitarismus (což ovšem znamená i identitární hnutí) je v politologii označení politické aktivity, která se ostře zaměřuje na potřeby konkrétní skupiny lidí. Cílem je zvýšit uznání příslušné skupiny, zlepšit její sociální postavení a posílit její vliv. K identifikaci členů takové skupiny se používají kulturní, etnické, sociální nebo sexuální charakteristiky. Lidé, kteří tyto charakteristiky naplňují, jsou zahrnuti do skupiny, která je často představiteli identitarismu chápána jako homogenní.

## Vznik pojmu
Maďarsko-britský sociolog Frank Furedi nachází předchůdce toho, co se dnes nazývá politikou identity, již na konci 18. století. V té době politizaci identity využívala konzervativní reakce proti univerzalismu osvícenství. Významnými představiteli partikularismu a romantického uctívání kulturní identity byli Johann Gottfried Herder v Německu a Joseph de Maistre ve Francii. Podle Herdera kultura definuje každý lid (tj. etnicky chápaný národ, das Volk) tím, že mu poskytuje jeho individuální identitu a ducha. A de Maistre řekl, že „žádný člověk neexistuje sám o sobě“. Protiosvícenská podpora kulturní rozmanitosti podle Furediho vedla k epistemologickému separatismu. Předpoklad, že různé kultury dospívají k poznání různými způsoby, zafixovala národní identity a působila jako kulturní předstupeň rasových typologií, které pak ovládly západní myšlení až do počátku 20. století. Také levice 19. století artikulovala podle Ley Susemichelové a Jense Kastnera politiku identity v podobě třídního vědomí dělnického hnutí. Třídní politika je vždy také identitární politikou.
Současný pojem identitární politika pochází z USA (identity politics). Nová sociální hnutí tam (a později i v Evropě) vytvořila unikátní styl politiky, používající nový typ argumentace a vytvářející skupiny, které směřovaly k formování identity historicky novým způsobem. Ve Spojených státech začaly marginalizované skupiny rozvíjet kolektivní povědomí založené na individuálních identitách svých členů a členek již v 80. letech 20. století, zejména prostředním afroamerického, feministického a LGBTQ hnutí. V pozdější fázi pak i skupiny spojované znaky identity jako je rasa/etnicita (původní Američané, Hispánci, Latinos), třídní postavení (bezdomovci), věk nebo zdravotní stav (osoby s duševním nebo tělesným onemocněním či poruchou) a další.
První použití termínu se připisuje skupině Combahee River Collective, kolektivu černošských lesbických žen, které napsaly v programovém prohlášení v roce 1977, že nejhlubší a potenciálně nejradikálnější politika vychází přímo z vlastní identity.
Poté, co byl Donald Trump v listopadu 2016 zvolen prezidentem Spojených států, historik Nell Irvin Painter zdůraznil, že bělošství se nyní změnilo z neutrální kategorie, která do té doby samozřejmě držela střed společnosti, na kategorii, jež byla záměrně mobilizována, aby si udržela politicky a společensky privilegované postavení. Identitární politika není v žádném případě záležitostí pouze Afroameričanů, Latinos, žen a LGBT (leseb, gayů, bisexuálních a trans osob), ale také bílých, heterosexuálních protestantských mužů, kteří se tak snaží upevnit své privilegované místo v rámci sociální hierarchie, o kterém věří, že je ohroženo. Podle Franka Furediho se tím identitární politika stala „karikaturou sebe samotné“.

## Definice
Daniela Klimkeová definovala ve slovníku Lexikon zur Soziologie identitární politiku jako koncept kulturních studií, označující emancipační hnutí diskriminovaných sociálních skupin, jako je afroamerické hnutí za občanská práva (Civil Rights Movement) ve Spojených státech. Diskriminovaní lidé (například ženy, LGBT osoby nebo černoši) provozují identitární politiku také třeba tím, že přejímají stigmatizující označení (například „negr“ nebo „queer“), aby je redefinovali, neutralizovali a zbavili je tak jejich negativní konotace (reclaiming). Identitární politika může buď vést cestou asimilace, jako v případě stejnopohlavních manželství, nebo cestou liberalizace, kdy se snaží o zformování a zakotvení vlastních kulturních rysů v rámci jednotlivých komunit (kulturní identita). Dle Klimkeové je působení sociálně odlišujících rysů (jako je pohlaví/gender nebo barva kůže) často identitární politikou posilováno, což pak může represivní sociální hierarchii a roli oběti stvrzovat.
Michael Schönhut definuje obecněji: Podle jeho pojetí identitární politika spočívá ve snaze ovlivnit vnímání kulturní kategorie nebo skupiny u jejích členů nebo řídit vnímání ostatních. Většinou se jedná o nároky nebo zájmy, které lze v případě distribučních konfliktů v rámci národního státu snáze prosadit homogenní skupinou lidí. Identitární politika vždy znamená úmyslně zdůrazněnou hranici mezi „námi“ (těmi, kteří patří k naší skupině) a „jinými“ (kteří jsou vyloučeni). Důležitým prvkem přitom je fixace „jiných“ k jejich odlišnosti a „nás“ k naší původní podstatě, přičemž se zakrývá vnitřní různorodost v obou skupinách.
S uvážením i pravicové identitární politiky, Lorenz Abu Ayyash definuje: Termín původně znamená orientaci politické akce na zájmy lidí, kteří jsou na základě kategorií, jako je třída, pohlaví, původ nebo sexuální orientace spojeni do jedné skupiny. Takové kategorie vždy znamenají úmyslné vytyčení hranic, jež s sebou nese vyloučení „ostatních“. S podobným rozlišením mezi „opravdovým lidem“ a „zkorumpovanou elitou“ byla identitářská politika pravice v mnoha zemích v poslední době u voleb úspěšnější než levice.

## Hodnocení
Podle Francise Fukuyamy se krize levice, kterou v posledních desetiletích vnímá, časově shodovala s jejím posunem k identitární politice a multikulturalismu. Poptávka po rovnosti byla i nadále pro levici charakteristická, ale její program již nezdůrazňoval zlepšení životních podmínek pracovní síly, jak tomu bývalo dříve, ale spíše přání stále rostoucího počtu marginalizovaných skupin. Slavoj Žižek argumentoval podobně již v roce 1998: Postmoderní identitární politika partikulárního (etnického, sexuálního a jiného) životního stylu dokonale pasuje k odpolitizované ideji společnosti.
S odvoláním na tezi Waltera Benjamina z roku 1936, že fašistická „estetizace politiky“ uspokojovala touhu vykořisťovaných lidí vyjádřit se a projevit se esteticky, například na vojenských přehlídkách nebo při masových sportovních akcích, formuloval španělský filozof José Luis Pardo z Universidad Complutense v Madridu podobnou myšlenku: stát se po finanční krizi v letech 2008–2012 podle něho vzdal politiky sociálního vyrovnávání a dosahování rovnosti ve prospěch podpory identitární politiky, protože ta je jakožto čistě symbolická politika mnohem levnější. Za nejdůležitější fórum této politiky Pardo považuje sociální sítě, jež však mohou nerovnost pouze demagogicky zakrýt a poškozují konsensuální myšlení.
Na druhé straně Christoph Jünke zdůrazňuje, že identitární politika může být ochranou před vládnoucí většinou a zdrojem sebevědomí. To z ní podle něj činí absolutně nezbytný výchozí bod pro jakoukoli politizaci a nezbytný předpoklad politické sebeorganizace a poznání: „Lidé si uvědomují svou sociální, kulturní, národní nebo politickou specifičnost, s ní často spojenou nespravedlnost a možnosti obrany.“ Jinak by identitární politika mohla být použita vládnoucími pro jejich účely. Mohla by být začleněna do stávající společnosti, pokud by se podařilo síly různých identitárních skupin nechat působit proti sobě a částečně je jako takové uznat. Identitární skupiny se samy vystavují tomuto nebezpečí, pokud se definují výhradně jako identitární, tj. vymezující se od ostatních. Jejich boj o sociální uznání teď a tady, o účast na moci, má za nyní převládajících podmínek sklon upřednostňovat vlastní zájmy na úkor druhých, pokud dokonce nezpochybňují a politicky nenapadají sociální základnu, jejímž vlastním produktem samy jsou.
Americký filozof Richard Rorty tvrdí, že zástupci kulturalistické levice „se specializují na takzvanou politiku odlišnosti nebo identity nebo uznání: tato kulturní levice se více zabývá stigmaty než penězi, více hlubokými a skrytými psychosexuálními motivy než prozaickou a zjevnou chamtivostí“. Společenství, komunita, po které touží, je utvářena v neustálých bojích za identitu. Přitom však je třeba fixované identity rozbít.
Tuto výhradu vyostřil americký politolog Mark Lilla. Popisuje identitářství v USA jako „katastroficky špatnou základnu demokratické politiky“. V posledních letech podle něj „americký levicový liberalismus upadl do jakési morální paniky nad otázkami etnické, genderové a sexuální identity, což zkresluje jeho poselství, a tím ničí i možnost, aby se stal sjednocující silou schopnou vládnout“. Lilla obviňuje identitární politiku levice, že umožnila volební vítězství Donalda Trumpa.
Emma Dowlingová, Silke van Dyková a Stefanie Graefeová takovým námitkám oponují tvrzením, že v současné debatě se termín identitární politika stal všudypřítomnou šifrou pro problémy levice a její odpovědnosti za úspěch nové pravice. Odmítají obvinění, že identitární politika je partikularistická, a tak podkopává univerzalismus boje za sociální spravedlnost. Původní impulz mnoha sociálních hnutí, která by dnes byla označena jako „identitářská“, se podle nich rozhodně vztahoval ke společnosti jako celku. Spolu s Patricií Purtschertovou tvrdí, že v těchto případech identitární politika neznamená, že „sociálně vyloučená skupina se zabývá svými specifickými problémy, ale že z marginalizované perspektivy ukazuje na problémy, které míří přímo do srdce společnosti“. Autorky však připouštějí, že důraz na partikulární identity se někdy stává samoúčelným, a ztrácí tak celospolečenský politický dopad.
Volker Weiß poznamenává, že politická pravice si osvojila bojové metody identitarismu. Jestliže sexuální nebo etnické menšiny žádají o ochranu své identity, tak se k nim pravice připojuje. To je argument nového bílého nacionalismu v USA, který pečlivě sleduje evropská pravice. Třeba se požaduje prostorová segregace jako „bezpečný prostor“ pro nežidovské bílé občany. Poselství vnějšímu světu je jednoduché: „Pokud nezpochybňujete kulturní specifika imigrantů, pak už ani my nechceme slyšet žádnou další kritiku a přejeme si také být respektování“. Pravice dle Weiße pochopila, že tento diskurs všestranné ohleduplnosti znamená konec veškeré sociální kritiky, a tedy konec levice.
Samuel Salzborn kritizuje „kolektivně represivní“ identitární politiku, jak ji spatřuje v novém pojetí bělošství (critical whiteness). Je podle něj téměř identická s národoveckými koncepty krajní pravice: již zde není pluralistická diskuse o cílech a obsahu politiky, protože identitární politika redukuje „všechno a všechny na domnělou identitu a hierarchické, antiemancipační myšlenky nehybných „míst řeči“ uvnitř společností. Boj i identitu nahrazuje „emancipací skrze represi“.